# Casaleggio Boiro
Casaleggio Boiro és un municipi situat al territori de la província d'Alessandria, a la regió del Piemont, (Itàlia).
Limita amb els municipis de Bosio, Lerma, Montaldeo, Mornese i Tagliolo Monferrato.